# Susann Torgerson
Susann Gabriella Torgerson, född Katai 28 november 1943 i Oscars församling i Stockholm, död 18 april 2012 i Hedvig Eleonora församling i Stockholm, var en svensk folkpartistisk politiker. Hon var även kyrkopolitiskt aktiv för Folkpartister i Svenska kyrkan och satt i kyrkomötet och Stockholms stiftsfullmäktige.
Hon var ersättare i Sveriges riksdag för Södermanlands läns valkrets en kortare period 1981. Hon var även folkpartiets tillförordnade partisekreterare 1994–1995.